# Dolmen de Tronval
Le dolmen de Tronval est un dolmen situé à Plobannalec-Lesconil, dans le département français du Finistère, en Bretagne.

## Localisation
Le dolmen de Tronval s'élève dans l'Ouest de la commune de Plobannalec, à une centaine de mètres au sud-est de l'ensemble mégalithique de Quélarn, et à 400 m environ au sud du menhir de Quélarn, situé en limite de commune avec Treffiagat. Il est visible dans la petite clairière d'un bois, accessible par un sentier depuis la route de Quélarn. 

## Historique
La première description du site est donnée par Armand René du Châtellier mais dans sa description du site, il englobe le site mégalithique voisin de Quélarn. Par sa proximité géographique avec ce site et l'absence de nom de lieu-dit précis, il peut donc exister une confusion entre les deux sites, tous deux classés au titre des monuments historiques par arrêtés du 10 juin 1920 et du 26 août 1921 mais Pierre-Roland Giot, qui a fouillé le site de Quélarn retenant la date du 10 juin 1920 pour l'ensemble de Quélarn, le dolmen de Tronval proprement dit aurait donc été classé le 26 août 1921.

## Description
A-R du Châtellier mentionne deux dolmens « qui sont de très grandes dimensions, deux sont encore parfaitement conservés ; leurs supports sont formés de pierres ayant 1,20 m au-dessus du sol, et les tables ou doles mesurent, l'une 2,75 m par 2,25 m ; l'autre 3,10 m par 1,35 m. Celle-ci a 0,50 m d'épaisseur ; la première 0,40 à 0,45 m». 
Désormais, un seul dolmen avec une table fortement inclinée reposant sur trois orthostates et une dalle couchée sur le côté sont visibles sur place.
Du Châtellier décrit aussi deux menhirs à proximité, l'un situé à  environ 150 m au nord et l'autre à environ 400 m à l'ouest.